# Sondra samambrayi
Sondra samambrayi är en spindelart som beskrevs av Zabka 2002. Sondra samambrayi ingår i släktet Sondra och familjen hoppspindlar. Inga underarter finns listade i Catalogue of Life.